# Autobahnkreuz Dortmund/Unna
Das Autobahnkreuz Dortmund/Unna (Abkürzung: AK Dortmund/Unna; Kurzform: Kreuz Dortmund/Unna) ist ein Autobahnkreuz in Nordrhein-Westfalen in der Metropolregion Rhein-Ruhr. Es verbindet die Bundesautobahn 1 (Heiligenhafen – Köln – Saarbrücken; E 37) mit der Bundesautobahn 44 (Aachen – Kassel; E 331), sowie mit der Bundesstraße 1.

## Geografie
Das Autobahnkreuz liegt auf dem Stadtgebiet von Unna im Kreis Unna. Umliegende Städte sind Dortmund und Holzwickede. Nächstgelegene Stadtteile sind Unna-Mitte, Massen und Billmerich, zu Unna gehörig, und Wickede, das auf Dortmunder Gebiet liegt. Es befindet sich etwa 15 km östlich der Dortmunder Innenstadt, etwa 30 km nordwestlich von Arnsberg und etwa 20 km südwestlich von Hamm.
Das Autobahnkreuz Dortmund/Unna trägt auf der A 1 die Anschlussstellennummer 84, auf der A 44 die Nummer 52.

## Bauform und Ausbauzustand
Die A 44 ist in Fahrtrichtung Kassel aufgrund hoher Verkehrsbelastung sechsstreifig ausgebaut worden, die A 1 ebenfalls. Die B 1 ist vierstreifig ausgebaut. Alle Verbindungsrampen sind einspurig ausgeführt.
Das Autobahnkreuz wurde als Kleeblatt angelegt. Auf der A 1 bildet das Kreuz zusammen mit der AS Unna eine Doppelanschlussstelle.
Die A 44 geht in Richtung Dortmund in die B 1 über, bevor diese nach Verlassen des Stadtgebietes zur A 40 wird. Es gibt Pläne, diesen Abschnitt vollständig kreuzungsfrei auszubauen und die B 1 heraufzustufen. Die A 44 in Richtung Aachen beginnt südlich von Essen im Übergang von der B 227.
Ein Umbau des Kreuzes zur Entflechtung der Verkehrsströme wird in den nächsten Jahren erfolgen. Die Arbeiten hierfür begannen im April 2022 und sollen voraussichtlich zehn Jahre dauern. 

## Verkehrsaufkommen
Das Kreuz wird täglich von rund 187.000 Fahrzeugen befahren.
| Von                    | Nach               | Durchschnittliche tägliche Verkehrsstärke | Durchschnittliche tägliche Verkehrsstärke | Durchschnittliche tägliche Verkehrsstärke | Anteil Schwerlastverkehr | Anteil Schwerlastverkehr | Anteil Schwerlastverkehr |
| Von                    | Nach               | 2005                                      | 2010                                      | 2015                                      | 2005                     | 2010                     | 2015                     |
| ---------------------- | ------------------ | ----------------------------------------- | ----------------------------------------- | ----------------------------------------- | ------------------------ | ------------------------ | ------------------------ |
| AS Kamen-Zentrum (A 1) | AK Dortmund/Unna   | 104.500                                   | 099.700                                   | 120.200                                   | 13,6 %                   | 16,2 %                   | 14,3 %                   |
| AK Dortmund/Unna       | AS Schwerte (A 1)  | 100.200                                   | 102.500                                   | 110.900                                   | 17,1 %                   | 17,2 %                   | 16,2 %                   |
| AS Holzwickede (B 1)   | AK Dortmund/Unna   | 040.400                                   | 055.800                                   | 056.300                                   | 16,2 %                   | 10,0 %                   | 09,1 %                   |
| AK Dortmund/Unna       | AS Unna-Ost (A 44) | 076.500                                   | 068.500                                   | 086.300                                   | 14,2 %                   | 17,0 %                   | 15,5 %                   |